# Halv windsorknude
Halv windsorknude nogle gange blot halv windsor eller enkelt windsorknude er en måde at binde et slips. Den er er større end four-in-hand og Prattknuden, men mindre, og mere asymmetrisk end windsorknuden, som bindes på næsten samme måde.
Den fungerer godt med høje skjortekraver.
Ifølge The 85 Ways to Tie a Tie (Thomas Fink og Yong Mao) bindes knuden som følger:
- Li Ro Ci Lo Ri Co T (knot 7)

En almindelig variation af knuden er:
- Li Ro Ci Ro Li Co T (knot 8).

Den første variation er selvudløsende, mens den anden ikke er det.